# Hanna Youdkivska
Hanna Iouriïvna Youdkivska (en ukrainien : Ганна Юріївна Юдківська), née le 5 juillet 1973 à Kiev, est une juge ukrainienne. Elle a siégé à la cour européenne des droits de l'Homme.